# Cayuta
Cayuta è un comune degli Stati Uniti d'America, situato nello Stato di New York, nella contea di Schuyler.